# Huangling (meteoryt)
Huangling – meteoryt żelazny z grupy IVA znaleziony w chińskiej prowincji Hunan. Meteoryt Huangling jest jednym z pięciu znalezionych meteorytów w tej prowincji. Czas upadku meteorytu szacuje się na około 5 tys. lat temu; bywa on wiązany ze śmiercią legendarnego cesarza Chin Huang Di.